# クンワル・インドラジット・シンハ
クンワル・インドラジット・シンハ（英語: Kunwar Inderjit Singh、ネパール語: कुवंर इन्द्रजीत सिंह、1906年 - 1982年10月4日）は、ネパールの政治家、首相。1957年7月26日から11月15日まで、ネパールの首相を務めている。

## 生涯
1957年7月、タンカ・プラサード・アーチャリヤが首相を辞任したため、国王から組閣を命じられた。
アーチャリヤは会議派、国王と対立し、特に国王側近を含めて多くの官僚を罷免しようとしたうえ、軍にも改革を加えようとした。そのため、首相は国王から疑心を買った。
11月15日、国王により罷免され、内閣は解散された。その後、1959年の総選挙まで首相は不在となった。